# Эмпфинген
Эмпфинген (нем. Empfingen) — община в Германии, в земле Баден-Вюртемберг. 
Подчиняется административному округу Карлсруэ. Входит в состав района Фройденштадт.  Население составляет 4137 человек (на 31 декабря 2010 года). Занимает площадь 18,29 км².